# Egység napja (Ukrajna)
Az Egység napja (ukránul: День соборності, magyar átírásban: Deny szobornosztyi) állami ünnep Ukrajnában, amelyet minden év január 22-én ünnepelnek az Ukrán Népköztársaság és a Nyugat-Ukrán Népköztársaság 1919-es egyesülése alkalmából.
Az ünnepet Leonyod Kucsma 1999-ben aláírt elnöki rendelettel vezették be. Az állami ünnep nem számít munkaszüneti napnak.
Viktor Janukovics elnöksége idején, 2011. december 30-án ezt az ünnepet, valamint a 2005-ös narancsos forradalom kitörésének napjára emlékező augusztus 22-i Szabadság napja ünnepet megszüntették, és helyette létrehozták ugyancsak január 22-i dátummal az Egység és szabadság napja állami ünnepet. Ezt Petro Porosenko 2014. augusztus 14-i elnöki rendeletében helyezték hatályon kívül és visszaállították az eredeti, január 22-i egység napja ünnepet.